# Kim Hyon-hui (Tischtennisspielerin)
Kim Hyon-hui (koreanisch 김현희; * 15. September 1979 in Pjöngjang) ist eine ehemalige nordkoreanische Tischtennisspielerin.

## Karriere
Kim konnte in ihrer Karriere eine Vielzahl von internationalen Titeln gewinnen. Zweimal (1997, 2001) wurde sie Vize-Weltmeisterin mit der Mannschaft.
1996 und 2004 vertrat sie ihr Land zudem bei den Olympischen Spielen, wo sie vor allem im Doppel in die Nähe von Medaillenrängen kam.
2001 gewann sie beim World Cup die Silbermedaille im Einzel, sowie bei den Pro Tour Grand Finals im selben Jahr. Ab 2008 trat sie international nicht mehr in Erscheinung.

## Turnierergebnisse
| Verband | Veranstaltung         | Jahr | Ort          | Land | Einzel        | Doppel        | Mixed     | Team |
| ------- | --------------------- | ---- | ------------ | ---- | ------------- | ------------- | --------- | ---- |
| PRK     | Olympische Spiele     | 2004 | Athen        | GRE  | letzte 16     | Viertelfinale |           |      |
| PRK     | Olympische Spiele     | 1996 | Atlanta      | AUS  | Viertelfinale | Qual.         |           |      |
| PRK     | Weltmeisterschaft     | 2001 | Osaka        | JPN  | letzte 16     | Viertelfinale | letzte 32 | 2    |
| PRK     | Weltmeisterschaft     | 2000 | Kuala Lumpur | MAS  |               |               |           | 9    |
| PRK     | Weltmeisterschaft     | 1999 | Eindhoven    | NED  | letzte 32     | letzte 32     | letzte 32 |      |
| PRK     | Weltmeisterschaft     | 1997 | Manchester   | ENG  | letzte 32     | letzte 32     |           | 2    |
| PRK     | Pro Tour              | 2001 | Doha         | QAT  | Gold          |               |           |      |
| PRK     | Pro Tour              | 2001 | Chatham      | ENG  |               | Gold          |           |      |
| PRK     | Pro Tour Grand Finals | 2001 | Tianjin      | CHN  | letzte 16     | Silber        |           |      |
| PRK     | World Cup             | 2002 | Singapur     | SIN  | Viertelfinale |               |           |      |
| PRK     | World Cup             | 2001 | Wuhu         | CHN  | Silber        |               |           |      |